# Sankt Laurentii Kirke (Kerteminde)
 For alternative betydninger, se Sankt Laurentii Kirke. (Se også artikler, som begynder med Sankt Laurentii Kirke)
Sankt Laurentii Kirke ligger centralt i købstaden Kerteminde på den fynske østkyst.
- Sankt Laurentii Kirke fra sydvest
- Sankt Laurentii Kirke fra nordvest

- Sankt Laurentii Kirke fra øst
- Sankt Laurentii Kirkes tårn

## Eksterne kilder og henvisninger
- Wikimedia Commons har flere filer relateret til Sankt Laurentii Kirke (Kerteminde)
- Sankt Laurentii Kirke Arkiveret 31. januar 2011 hos  Wayback Machine hos nordenskirker.dk
- Sankt Laurentii Kirke hos KortTilKirken.dk
- Skt. Laurentii Kirke i Nationalmuseets bogværk, Danmarks Kirker